# 建山義紀
建山 義紀（たてやま よしのり、1975年12月26日 - ）は、大阪府大東市出身の元プロ野球選手（投手、右投右打）、プロ野球コーチ。

## 概要
投手として北海道日本ハムファイターズでリーグ優勝、日本シリーズ優勝に貢献。テキサス・レンジャーズでも地区優勝、リーグ優勝を経験している。2004年には最優秀中継ぎ投手のタイトルを獲得している。

## 経歴

### プロ入り前
中学時代はボーイズリーグの「大東畷」に所属。この時オーバースローから現在のサイドスローとなり、6番手ピッチャーから一気にエースとなる。
東海大仰星高校でもエースを務める。後にテキサス・レンジャーズでチームメイトになる上原浩治、ラグビーの大畑大介と同じ高校の同級生で友人であり、三人は一年時には同じクラスだった。1993年夏の甲子園府予選では準々決勝に進む。上宮高を相手に先発を任されるが打ち込まれ、上原に後を託すが4-7で敗退した。
高校卒業後、数チームのセレクションでは結果が出ずに甲賀総合科学専門学校を経て松下電器に入社。1998年の都市対抗に大阪ガスの補強選手として出場する。1回戦ではNTT関東を相手に好投、勝利投手となった。日本選手権大会では初戦完投勝利でベスト4に貢献。同年のドラフト2位（逆指名）で日本ハムファイターズに入団する。

### 日本ハム時代
1999年、新人ながら6月から先発ローテーションに定着し、8月後半から閉幕まで4連勝を記録するなど、防御率2.89で6勝を挙げる好投を見せた。名護市のネオパークオキナワ内にあるヤンバルクイナ保護施設を訪れた際には「勝利の数だけ寄付する」と約束する。
2000年、開幕3戦目に先発登板するなど、前半戦はローテーション入りして6勝を挙げ、同年のオールスターゲームにも監督推薦で選出されたが、前半戦終盤頃から打ち込まれるようになり防御率は5点台に悪化、後半は中継ぎ登板も多かった。この年から前年に寄付を約束したヤンバルクイナ保護施設に1勝ごとに1万円を寄付する活動を始めたが、施設に連絡なしで募金箱へ6万円を投入し、突然大金が入った募金箱に施設側は、一時は「警察に届けよう」と騒動にもなった。後に建山の善意による寄付と判明し、ネオパークではヤンバルクイナ会という私設応援団も結成されるようになった。
2001年、14イニングで5本塁打を打たれる不安定な投球で、故障などもありわずか10試合の登板にとどまり、二軍でも成績を残せなかった。
2002年、中継ぎとして45試合に登板して防御率2.29の成績を残す。短いイニングに専念することでストレートの球威が増し、持ち球の鋭いシンカーとスライダーも生きるようになった。シーズン後半にはプロ初セーブを記録した。
2003年、前年2桁セーブを挙げていた芝草宇宙・井場友和が共に安定感を欠いたため、シーズン前から抑えとしての起用が予定されていたが、故障で出遅れ伊達昌司が暫定的に抑えとなった。6月に復帰後は安定した投球で抑えに定着。自己最高の防御率2.17で、15セーブを挙げた。9イニングあたり1個未満と四球を急激に減らし、パ・リーグでは豊田清に次ぐ安定感を見せた。
2004年、開幕2戦目のシーズン初登板でサヨナラ負けを喫し、コンディション不良もあり登録抹消。代役の抑えで好投していた伊藤剛も故障に見舞われたが、トレードで加入した横山道哉が起用され抑えに定着した。そのため6月に復帰後は横山に繋ぐセットアッパーとして起用された。41試合に登板して防御率2.33と、3年連続防御率2点台前半の安定した内容で、リーグ最多の13ホールドを挙げ、自身初のタイトルである最優秀中継ぎ投手を獲得。最優秀救援投手に輝いた横山と共に「タテヨココンビ」の愛称で呼ばれた。
2005年、45試合に登板したが防御率3.68とやや安定感を欠いた。前年抑えとして活躍した横山も不調に陥ったため、代役で抑えも務め、2年ぶりのセーブを挙げた。
2006年、自己最多の46試合に登板し武田久・岡島秀樹・MICHEALとともに強力リリーフ陣を形成、チームのリーグ優勝、日本一に貢献した。
2007年、先発復帰を志願し4月1日に6年ぶりに先発登板、7年ぶりに先発勝利を挙げた。しかし5月中旬に試合中に右足を痛めて降板するとそのまま二軍落ちし、自己最少のシーズン7試合の登板に終わった。チームは2年連続でリーグ優勝し、クライマックスシリーズも勝ち抜き、迎えた日本シリーズでは建山も一軍に合流し第3戦に中継ぎとして登板した。
2008年、再び中継ぎに戻り、自己最速148km/hを記録したストレートと100km/h台のスローカーブのコンビネーションで自己最多となる58試合に登板し、23ホールドポイントを記録した。8月頃からは調子を落とし救援失敗が目立ち始めていた武田久に代わり、MICHEALに繋ぐセットアッパーを務めた。最終的には自己初のシーズン50試合登板を達成したが、レギュラーシーズン終了後に痛めた右内転筋痛でCSの前日に登録抹消になった。
2009年、前半はセットアッパーを務め防御率1点台を記録するも、後半に腰痛を発症した影響で制球が甘くなり、7敗を喫した。2009年シーズンのチームのサヨナラ負け3度はいずれも建山自身が打たれて負け投手となったものである。
2010年、宮西尚生とともにセットアッパーをこなし、不調の武田久に代わり抑えを務めることもあった。9月12日に自己2回目のシーズン50試合登板を記録した。最終的に武田久と並ぶチーム2位（リーグ8位）の58試合に登板、チーム1位（リーグ6位）の26ホールドポイント、自己最高の防御率1.80を記録。オフにはジョー・ビックと代理人契約を結び、海外FA権を行使してのメジャー挑戦を表明した。

### レンジャーズ時代

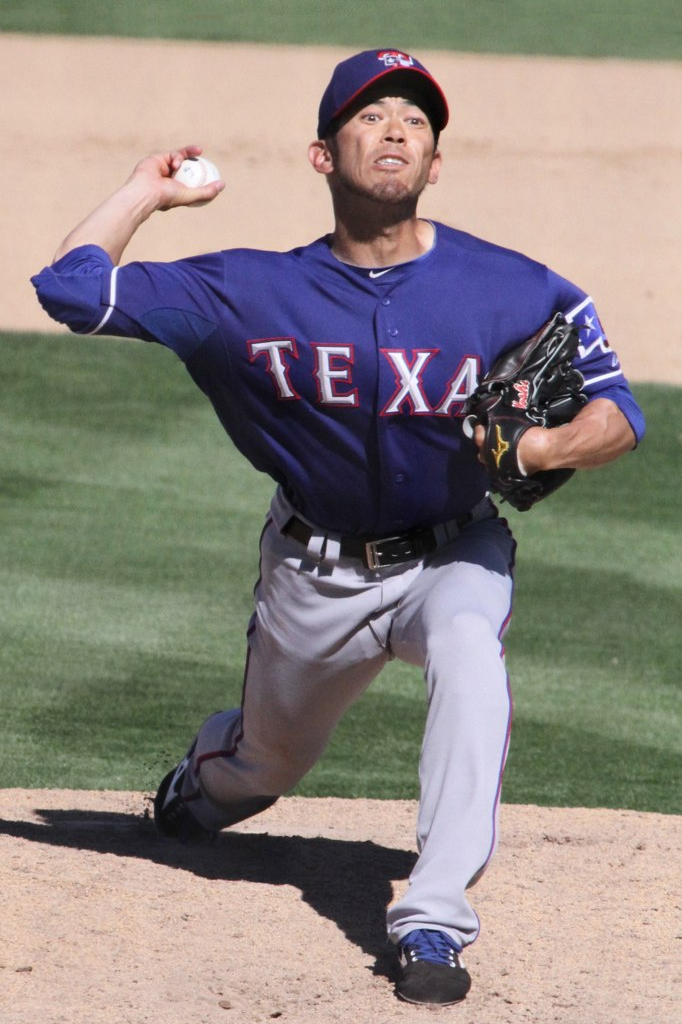
テキサス・レンジャーズでの現役時代
（2013年3月14日）

2010年11月30日にテキサス・レンジャーズと80万ドルの1年契約を結んだ（2年目は年俸100万ドル、3年目は年俸120万ドルの球団オプション）。日本ハムの生え抜きでは初である。
2011年、スプリングトレーニングでは4試合の登板で防御率7.71、WHIP2.57と結果を残せず、3月15日に傘下のAAA級ラウンドロック・エクスプレスが行うキャンプ行きを通告された。AAA級ラウンドロックでは14試合の登板で1勝0敗1セーブ、防御率2.14、WHIP1.00、奪三振率11.14、与四球率1.71という好成績を残し、5月23日にメジャーに昇格。5月24日のシカゴ・ホワイトソックス戦の7回にメジャー初登板を果たし、5月28日のカンザスシティ・ロイヤルズ戦では3回2安打1失点でメジャー初セーブを挙げた。6月21日のヒューストン・アストロズ戦でメジャー初勝利。8月23日まで32試合の登板で防御率2.60、WHIP0.78、被本塁打4と安定した投球を続けていたが、8月24日のボストン・レッドソックス戦で本塁打を打たれて以降5試合で4本塁打を打たれ、特に9月3日のレッドソックス戦と9月10日のオークランド・アスレチックス戦では、メジャー史上2人目となる2試合を挟んでの2者連続満塁本塁打を打たれた。その後2試合の登板は無失点に抑えレギュラーシーズンを終了。
ポストシーズンではタンパベイ・レイズとのディビジョンシリーズのロースターからは外れたが、デトロイト・タイガースとのリーグチャンピオンシップシリーズでロースター入りし、第3戦で初登板を果たした。しかしセントルイス・カージナルスとのワールドシリーズのロースターからは外れ、チームは第7戦で敗退。10月31日には球団が年俸100万ドルのオプションを行使して契約を延長した。
2012年、スプリングトレーニング終盤にぎっくり腰を発症し、4月4日に故障者リスト入りして14日にAAA級ラウンドロックに降格。5月21日にメジャー昇格したが、6月16日にAAA級へ再降格。4月29日に同じ中継ぎ右腕のマーク・ロウの故障者リスト入りに伴いメジャーに再昇格したが、7月14日に再降格。ラウンドロックでは試合の32登板で4勝0敗6セーブ、防御率1.13、WHIP0.91の成績を残し、9月1日に再昇格。9月9日のレイズ戦ではわずか2球で三死を取り、「僕の野球人生ではないことなので、いい記念になりますね」とコメント。再昇格後は3試合の登板で1安打1失点を記録。ポストシーズンではボルチモア・オリオールズとのワイルドカードゲームでロースター入りするも登板機会はなく、チームは敗退しディビジョンシリーズ進出を逃した。10月30日に球団が翌年の契約オプションを行使しないことを発表しFAとなり、12月20日にレンジャーズとマイナー契約で再契約した。
2013年、スプリングトレーニングに招待選手として参加したが、腰の張りを訴え4試合の登板で防御率4.50、WHIP1.25を喫する。3月21日に自由契約となり、3月23日にマイナー契約で再契約する。ラウンドロックでは23試合の登板で0勝1敗1セーブ、防御率4.24、WHIP1.38の成績を喫し、メジャー昇格はならなかった。

### ヤンキース傘下時代
2013年6月21日に後日発表選手とのトレードでニューヨーク・ヤンキースに移籍。AAA級スクラントン・ウィルクスバリ・レイルライダースでは、先発登板し3回を投げた8月31日のリーハイバレー・アイアンピッグス戦を含む21登板で2勝2敗1セーブ、防御率1.70、WHIP0.96の成績を残したが、メジャー昇格はならなかった。オフの11月5日にFAとなった。
2014年1月8日にマイナー契約でヤンキースと再契約した。スプリングトレーニングではリリーフとして7試合に登板し1セーブ、防御率1.13、WHIP0.88だった。4月3日にAAA級スクラントン・ウィルクスバリへ異動し、9試合に登板。0勝1敗、防御率6.08、WHIP1.42を記録したが、5月9日に契約を解除された。

### 阪神時代

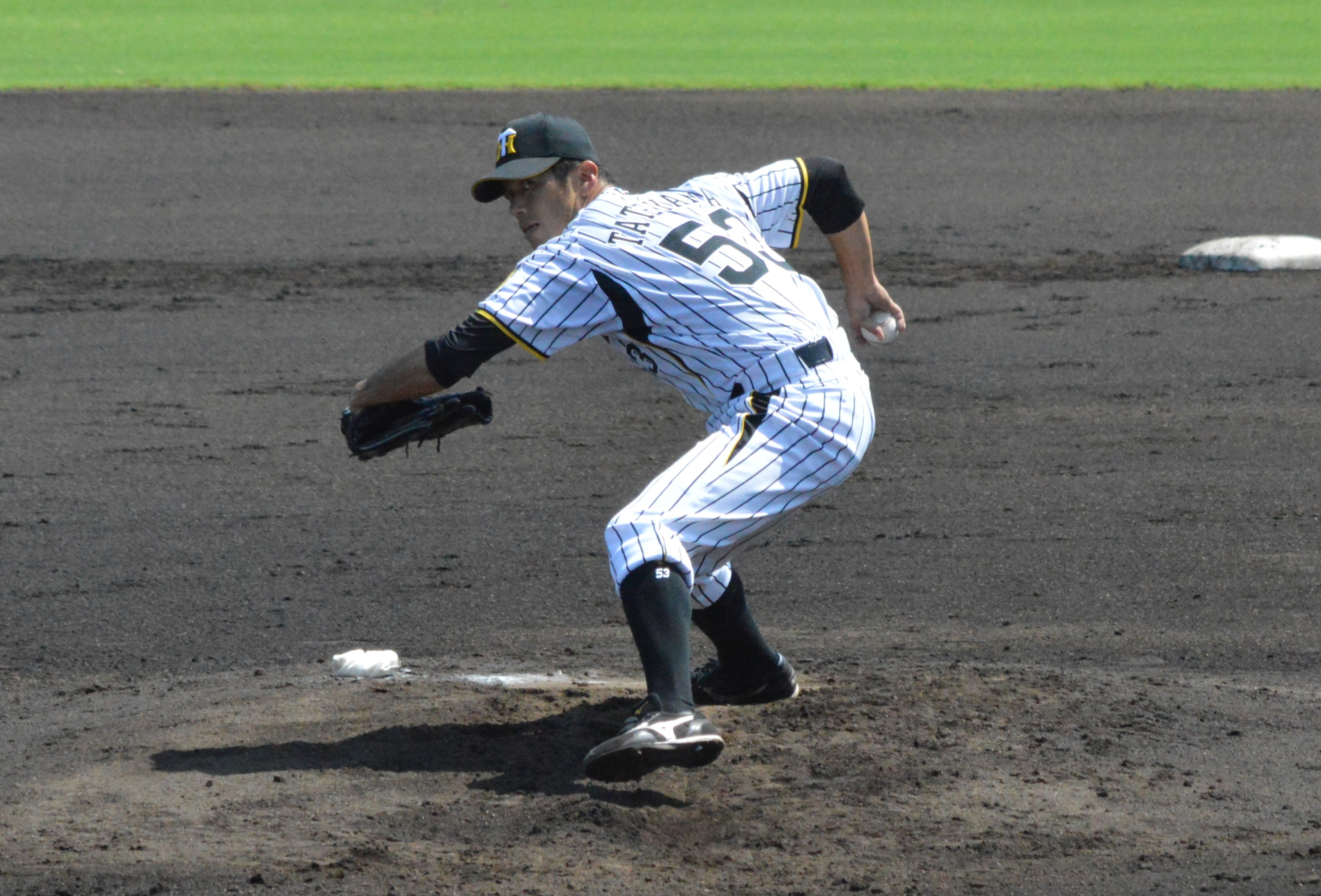
阪神時代

2014年6月25日に阪神タイガースに入団した。背番号は、赤星憲広が2009年の現役引退まで着けて以来、空き番号になっていた53。7月29日に一軍登録され、即日2点ビハインドで日本球界復帰後初登板を果たすも2失点。シーズンでは8試合の登板に留まった。11月5日には現役を引退することを表明し、12月2日に自由契約公示された。

### 引退後
2015年から日刊スポーツ解説者として活動。また本数契約で北海道放送、北海道文化放送、北海道テレビの中継で解説を務める。
2017年9月11日「ENEOS アジアプロ野球チャンピオンシップ2017」の日本代表投手コーチを務めることが発表された。
2018年1月23日「ENEOS 侍ジャパンシリーズ2018 日本 vs オーストラリア」の日本代表投手コーチを務めることが発表された。
2018年8月20日「2018日米野球」の日本代表投手コーチを務めることが発表された。
2019年1月31日「ENEOS 侍ジャパンシリーズ2019」の日本代表投手コーチを務めることが発表された。
2019年10月1日「第2回プレミア12」の日本代表投手コーチを務めることが発表された。
2021年6月16日「2020年東京オリンピック・パラリンピックの日本代表投手コーチを務めることが発表された。
2023年からは北海道日本ハムファイターズの一軍投手コーチに就任し、2024年オフに退団が発表された。同年11月、2025年シーズンから千葉ロッテマリーンズのコーチに就任することが発表された。役職は投手コーチで、背番号は71。

## プレースタイル
跳ね上がるようなフォームのサイドスローから最速90mph（約145km/h、日本での最速は148km/h）の速球（ツーシーム、フォーシーム）を繰り出し、スライダー（球速からカーブとも認識される）とシンカー（MLBではチェンジアップまたはスクリューボールと呼ばれる）を決め球とし、メジャーでの通算奪三振率9.00を記録した。特にスライダーは110km/h台前半から130km/h近くまで緩急をつけることもでき、2010年の投球割合は全投球の51パーセントに及び、さらに奪三振時の決め球としての投球割合は63パーセントを占め、被打率は.121を記録した。

## 人物
家族は2002年に結婚した4歳年上の妻と1女。上原・大畑とは、高校時代の同級生という縁から、プロ入り後もオフシーズンに『亀山つとむのかめ友 Sports Man Day』（MBSラジオ）などの番組で共演している。
ワイン通であり、家にワインセラーがあるとインタビューで語っている。先輩の片岡篤史が、引退する際に「家にある1番いいワインを飲ませてくれ」と頼んできたが、その時点で既に沢山酒を飲んでいた片岡は、建山がワインのふたを開けてすぐに突然「帰るわ～」と言い出しワインを飲まずに帰ってしまい、泣く泣く開けてしまったワインを朝食の準備の下ごしらえに使ったと『FFFFF』で語った。
顔付きが武井壮と似ていることを自他共に認めており、阪神タイガースのTwitter公式アカウントでもネタにされたことがある。
レンジャーズではキャッチボール相手のネフタリ・フェリスや英語を教えてもらっているデレク・ホランド、ワインのやり取りをするというダレン・オリバーらと仲が良かった。
2011年、当時「NHKニュース7」に出演中で“7時28分の恋人”と呼ばれた天気キャスター・半井小絵との不倫を週刊文春に報じられる。この直後に半井は何の挨拶もなく番組から降板した。
2014年にスクラントンとの契約を解除された直後には、38歳という年齢などを踏まえて、現役からの引退を考えていたという。しかし、地元球団で救援陣の強化を求める阪神からのオファーを受けたことを機に、現役続行と4年ぶりのNPB復帰を決意した。阪神では入団と同時に、チーム最年長の選手になった。

## 詳細情報

### 年度別投手成績
| 年 度     | 球 団     | 登 板 | 先 発 | 完 投 | 完 封 | 無 四 球 | 勝 利 | 敗 戦 | セ 丨 ブ | ホ 丨 ル ド | 勝 率 | 打 者 | 投 球 回 | 被 安 打 | 被 本 塁 打 | 与 四 球 | 敬 遠 | 与 死 球 | 奪 三 振 | 暴 投 | ボ 丨 ク | 失 点 | 自 責 点 | 防 御 率 | W H I P |
| --------- | --------- | ----- | ----- | ----- | ----- | -------- | ----- | ----- | -------- | ----------- | ----- | ----- | -------- | -------- | ----------- | -------- | ----- | -------- | -------- | ----- | -------- | ----- | -------- | -------- | ------- |
| 1999      | 日本ハム  | 22    | 16    | 1     | 1     | 0        | 6     | 5     | 0        | --          | .545  | 442   | 106.0    | 101      | 11          | 29       | 0     | 1        | 62       | 0     | 0        | 43    | 34       | 2.89     | 1.23    |
| 2000      | 日本ハム  | 28    | 13    | 2     | 0     | 0        | 6     | 8     | 0        | --          | .429  | 396   | 89.1     | 106      | 15          | 29       | 0     | 2        | 55       | 1     | 0        | 57    | 55       | 5.54     | 1.51    |
| 2001      | 日本ハム  | 10    | 1     | 0     | 0     | 0        | 1     | 0     | 0        | --          | 1.000 | 72    | 14.1     | 22       | 5           | 9        | 0     | 2        | 9        | 0     | 0        | 17    | 17       | 10.67    | 2.16    |
| 2002      | 日本ハム  | 45    | 0     | 0     | 0     | 0        | 3     | 2     | 4        | --          | .600  | 231   | 59.0     | 40       | 7           | 13       | 2     | 4        | 41       | 1     | 0        | 16    | 15       | 2.29     | 0.90    |
| 2003      | 日本ハム  | 32    | 0     | 0     | 0     | 0        | 2     | 1     | 15       | --          | .667  | 138   | 37.1     | 24       | 5           | 4        | 1     | 0        | 31       | 2     | 0        | 9     | 9        | 2.17     | 0.75    |
| 2004      | 日本ハム  | 41    | 0     | 0     | 0     | 0        | 1     | 3     | 0        | --          | .250  | 190   | 46.1     | 39       | 4           | 7        | 1     | 2        | 39       | 1     | 0        | 17    | 12       | 2.33     | 0.99    |
| 2005      | 日本ハム  | 45    | 0     | 0     | 0     | 0        | 4     | 6     | 2        | 10          | .400  | 211   | 51.1     | 50       | 10          | 8        | 1     | 2        | 35       | 1     | 0        | 22    | 21       | 3.68     | 1.13    |
| 2006      | 日本ハム  | 46    | 0     | 0     | 0     | 0        | 3     | 3     | 0        | 8           | .500  | 193   | 47.0     | 42       | 6           | 10       | 0     | 2        | 30       | 1     | 1        | 18    | 16       | 3.06     | 1.11    |
| 2007      | 日本ハム  | 7     | 7     | 1     | 0     | 0        | 2     | 4     | 0        | 0           | .333  | 167   | 41.0     | 33       | 7           | 9        | 1     | 5        | 31       | 0     | 0        | 20    | 19       | 4.17     | 1.02    |
| 2008      | 日本ハム  | 58    | 0     | 0     | 0     | 0        | 1     | 2     | 2        | 22          | .333  | 276   | 67.1     | 61       | 3           | 12       | 3     | 4        | 53       | 1     | 0        | 23    | 23       | 3.07     | 1.08    |
| 2009      | 日本ハム  | 46    | 0     | 0     | 0     | 0        | 5     | 7     | 0        | 19          | .417  | 209   | 47.2     | 53       | 3           | 15       | 2     | 1        | 43       | 1     | 0        | 24    | 20       | 3.78     | 1.43    |
| 2010      | 日本ハム  | 58    | 0     | 0     | 0     | 0        | 1     | 2     | 4        | 25          | .333  | 218   | 55.0     | 43       | 3           | 11       | 0     | 2        | 59       | 0     | 0        | 11    | 11       | 1.80     | 0.98    |
| 2011      | TEX       | 39    | 0     | 0     | 0     | 0        | 2     | 0     | 1        | 4           | 1.000 | 181   | 44.0     | 37       | 8           | 11       | 4     | 2        | 43       | 1     | 0        | 23    | 22       | 4.50     | 1.09    |
| 2012      | TEX       | 14    | 0     | 0     | 0     | 0        | 1     | 0     | 0        | 0           | 1.000 | 76    | 17.0     | 18       | 4           | 6        | 1     | 0        | 18       | 0     | 0        | 19    | 17       | 9.00     | 1.41    |
| 2014      | 阪神      | 8     | 0     | 0     | 0     | 0        | 0     | 0     | 0        | 0           | ---   | 31    | 7.1      | 9        | 0           | 1        | 0     | 1        | 3        | 0     | 0        | 3     | 3        | 3.68     | 1.36    |
| NPB：13年 | NPB：13年 | 446   | 37    | 4     | 1     | 0        | 35    | 43    | 27       | 84          | .449  | 2774  | 669.0    | 623      | 79          | 157      | 11    | 28       | 491      | 9     | 1        | 280   | 255      | 3.43     | 1.17    |
| MLB：2年  | MLB：2年  | 53    | 0     | 0     | 0     | 0        | 3     | 0     | 1        | 4           | 1.000 | 257   | 61.0     | 55       | 12          | 17       | 5     | 2        | 61       | 1     | 0        | 42    | 39       | 5.75     | 1.18    |

### タイトル
- 最優秀中継ぎ投手：1回（2004年）

### 表彰
- JA全農Go・Go賞：1回（救援賞：2003年7月）

### 記録
NPB
- 初登板・初先発：1999年5月3日、対千葉ロッテマリーンズ3回戦（東京ドーム）、7回3失点
- 初奪三振：同上、4回表にフランク・ボーリックから
- 初勝利・初先発勝利：1999年7月21日、対西武ライオンズ17回戦（西武ドーム）、5回1/3を2失点
- 初完投・初完投勝利・初完封勝利：1999年9月19日、対大阪近鉄バファローズ27回戦（大阪ドーム）
- 初セーブ：2002年7月31日、対西武ライオンズ22回戦（西武ドーム）、9回裏二死に5番手で救援登板・完了、1/3回無失点
- 初ホールド：2005年4月26日、対福岡ソフトバンクホークス4回戦（札幌ドーム）、8回表に4番手で救援登板、1回無失点
- オールスターゲーム出場：1回（2000年）

MLB
- 初登板：2011年5月24日、対シカゴ・ホワイトソックス4回戦（レンジャーズ・ボールパーク・イン・アーリントン）、7回表に3番手で救援登板、2/3回無失点（自責点1）
- 初奪三振：同上、7回表にカルロス・クエンティンから
- 初セーブ：2011年5月28日、対カンザスシティ・ロイヤルズ7回戦（レンジャーズ・ボールパーク・イン・アーリントン）、7回表に2番手で救援登板・完了、3回1失点
- 初ホールド：2011年6月17日、対アトランタ・ブレーブス1回戦（ターナー・フィールド）、8回裏一死に3番手で救援登板、2/3回無失点
- 初勝利：2011年6月21日、対ヒューストン・アストロズ1回戦（レンジャーズ・ボールパーク・イン・アーリントン）、延長11回表に4番手で救援登板・完了、1回無失点

### 背番号
- 22（1999年 - 2012年）
- 53（2014年）
- 81（2023年 - 2024年）
- 71（2025年 - ）

### 指導歴
- 2017 アジア プロ野球チャンピオンシップ 日本代表
- 2019 WBSCプレミア12 日本代表
- 2020年東京オリンピックの野球競技・日本代表

## 出演番組
- 建山義紀の「ほな、ウチおいで!」（HBCラジオ・2015年4月6日 - 2020年9月21日）
- サタすぽ（北海道文化放送・2016年1月23日 - 2017年3月25日、金村暁の後任）
- みんスポSATURDAY（2017年4月1日 - 2020年3月21日）
- 今日ドキッ!（北海道放送・2017年3月27日 - 2022年12月）
- S☆1 BASEBALL（北海道放送。ローカル放送時は『Bravo!ファイターズ』のタイトルで放送。東北放送・中国放送など系列局の中継に出演する場合あり）
- 「美香と香菜子のおさんぽ土曜日」内のコーナー「義紀の…今週のええやん！」（北海道放送。- 2022年12月）

## 著書
- 『メジャーリーグ 世界一の組織と選手たち』日本文芸社、2018年1月。ISBN 978-4537215496。 ※電子書籍あり